# 뫼르뷜롱아시

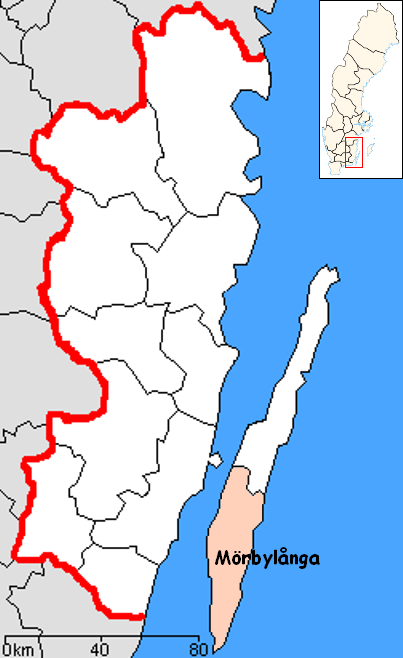
뫼르뷜롱아 시의 위치

뫼르뷜롱아시(스웨덴어: Mörbylånga kommun)는 스웨덴 칼마르주에 위치한 지방 자치체로 행정 중심지는 뫼르뷜롱아이며 면적은 3,043.42km2, 인구는 14,916명(2016년 12월 31일 기준), 인구 밀도는 4.9명/km2이다. 욀란드섬 남부에 위치한다.

시 문장